# Воля-Маженська
Воля-Маженська (пол. Wola Marzeńska) — село в Польщі, у гміні Сендзейовиці Ласького повіту Лодзинського воєводства.